# Carl Adolf Möllerswärd
Carl Adolf Möllerswärd, född den 19 maj 1744 i Mäntsälä, Finland, död där den 22 juni 1828, var en finlandssvensk militär och landshövding.

## Biografi
Carl Adolf Möllerswärd var son till löjtnanten vid Nylands infanteriregemente Carl Johan Möller (1704-1766) av adelsätten Möller (Möllerswärd) och Maria Helena Sahlo (1724-1800).
Han blev kadett vid Artilleriregementet i februari 1755. Han skrevs dock in som volontär vid Nylands dragonregemente 1760. Redan den 29 augusti 1761 bytte han regemente och med mönsterskrivare vid tavastehus regemente. Han antogs som arklimästare vid Arméns flotta den 1 juli 1762, på vilken plats han stannade till den 27 maj 1768 då han blev sergeant vid faderns gamla regemente, Nylands infanteriregemente, och han befordrades redan samma år den 3 oktober till fältväbel.
Carl Adolfs far deltog vid riksdagen 1765, där han bevisade att deras adliga ätt Möller som ansågs som utdöd ännu fortlevde. Carl Adolf och hans syskon fick 1772 tillstånd att ändra sitt namn från Möller till Möllerswärd.
Han erhöll sin officersfullmakt 1769 och utnämndes till fänrik vid Björneborgs regemente den 25 januari samma år. Med detta regemente deltog han under Gustav III:s statskupp då regementschefen Carl Constantin De Carnall stod på kungens sida. För sitt deltagande befordrades han av kungen till löjtnant samt blev riddare av Svärdsorden den 22 september 1772.
1774 bytte han regemente, och befordrades till kapten vid Kronobergs regemente den 13 mars. Den 22 maj 1776 återvände han till Finland då han blev kapten vid Skyttes regemente som låg vid Sveaborg. Han erhöll avsked såsom major den 21 november 1781.
Han återgick dock i tjänst vid inledningen av Gustav III:s ryska krig, och han blev då utnämnd till Gustav III:s överadjutant, och han förordnades därefter att från den 13 juni 1789 tjänstgöra som major vid den arméfördelning som låg i Savolaks under Curt von Stedingk. Från samma datum förordnades han till att bli landshövding för del av Kymmenegårds län, och erhöll från den 6 juli 1790 titeln landshövding.

### Familj
Han gifte sig den 24 maj 1774 i Mäntsälä med Maria Charlotta L'Estrade (1756-1823), som var dotter till sidenfabrikören Johan Gabriel L'Estrade och Catharina Charlotta Wilhelmson. Paret fick åtta barn.

## Utmärkelser
- Möllerswärd - erhöll den 8 april 1772 Gustav III:s tillstånd att kalla sig Möllerswärd.[3]
- Svärdsorden - 22 september, 1772